# En passant (manga)
En Passant (アンパッサン?, Anpassan) è un manga scritto e disegnato da Yuzuniki Tarō e pubblicato su Gangan Online della Square Enix tra novembre 2009 e luglio 2011. Conta in totale 20 capitoli raccolti in quattro volumi. 

## Ambientazione
En Passant è ambientato nel mondo normale, chiamato "casella bianca", da cui si può accedere alla "casella oscura", un mondo parallelo in cui Verde ha la sovranità. Tutto il manga ha molti riferimenti agli scacchi: a partire dai due mondi, bianco e nero, dai personaggi dei due schieramenti, chiamati con gli appellativi "re", "regina", "alfiere", "torre" e "cavallo", al titolo stesso (nonché nome della squadra del protagonista) che è una particolare mossa del gioco degli scacchi.

## Trama
La potente organizzazione che controlla il mondo, La Verde, ha un nuovo sovrano. Ciò che lo ostacola nell'avere pieno potere è Kujō Shin, detto "Il re della negatività", perché qualsiasi cosa gli si dica arriva a pensare al suicidio. Non ha legami con niente e nessuno e non ha paura di morire. Un giorno incontra Riu Nahara con la quale comincerà ad aprirsi al mondo e intraprendere la strada verso lo scontro per il controllo di Verde assieme ad altri compagni, con cui creerà la squadra En Passant. 

## Personaggi

### En Passant
- Kujō Shin (九条 シン?): conosciuto come "Re della negatività" e più tardi "Re Bianco" è un personaggio estremamente negativo e non vuole avere rapporti con nessuno. Possiede il potere dei Raggi X nell'occhio destro (sinistro nella casella oscura) con cui può vedere nel futuro o cancellare brevi lassi di tempo. Quando lo attiva però cambia personalità. Shin è il fratello gemello maggiore di Kujō Sito, il quale è divenuto capo di Verde e possiede i Raggi X nell'occhio opposto a Shin. I due si scontreranno alla fine del manga, ma nonostante sia Shin a vincere, lascia il controllo dell'Organizzazione a Sito.

- Riu Nahara (菜原 りう?): una ragazza molto ingenua che adora le piante carnivore e si avvicinerà, molto a Shin, divenendone la "Regina Bianca". Risveglierà i suoi poteri verso la fine, quando combatterà con la "Regina Oscura" Maria, che sono una sorta di contrario dei Raggi X. Si tratta dell'unica persona in grado di fermare la seconda personalità di Shin.

- Daidouji Suguru (大道寺勝?): ragazzino molto ricco, nipote dell'Alfiere Bianco della precedente generazione, ruolo ora assunto da lui stesso. Prova forti sentimenti per Riu, che cercherà più volte di conquistare nel corso del manga, senza mai riuscirci.

- Setsu Arima (有馬セツ?): si tratta del "Cavallo Bianco" di En Passant, abile nel controllare la velocità. Combatte usando delle siringhe e il suo scontro finale terminerà con la sua vittoria. In passato perse una sorella perché troppo fragile e debole contro le malattie.

- Tomo Nahara (菜原とも?): fratello maggiore di Riu, nonché "Torre Bianca" di En Passant. Il suo potere è quello di creare spostamenti d'aria violenti con i pugni. Trova in Rook Belzen il suo rivale e lo vendicherà quando Brandah, apparentemente, lo uccide.

### Verde
- Kujō Sito (九条 しと?): fratello gemello minore di Shin che in passato ha torturato e umiliato quando fece il suo ingresso nella casella nera. Shin se ne andò e Sito, due anni dopo, divenne il leader di Verde. Ha la memoria molto corta, tanto da dimenticarsi spesso il volto e il nome dei suoi compagni. Possiede anche lui il potere dei Raggi X.

- Queen Maria (?): la "Regina Nera". Porta sempre il volto coperto ed utilizza come potere il controllo delle fiamme bianche. Combatte con Riu e viene alla fine sconfitta.

- Bishop Armani (ビショップ＝アルマーニ?): un ragazzo che solitamente si veste e comporta come una ragazza; è l'"Alfiere Nero".

- Halto Knight (ナイト＝ハルト?): un insegnante nella scuola di Shin, si scoprirà essere l'"Alfiere Nero", in grado di eseguire spostamenti a super velocità. Combatterà e sarà scomnfitto da Arima.

- Belzen Rook (ルーク＝ベルゼン?): la "Torre Nera", un ragazzino biondo e vivace che quando scatena la sua sete di sangue cambia carattere ed aspetto. Troverà il suo rivale in Tomo Nahara, ma sarà rimpiazzato da Brandah quando quest'ultimo lo uccide.

Brandah Rook (ルーク＝ブランダー?): la seconda "Torre Nera", sostituitasi a Belzen dopo averlo ucciso. Il suo potere si basa sulle pistole. Sarà ucciso da Tomo per vendicare la precedente Torre Nera.

## Volumi
| Nº | Data di prima pubblicazione | Data di prima pubblicazione | Data di prima pubblicazione |
| Nº | Giapponese                  | Giapponese                  |                             |
| -- | --------------------------- | --------------------------- | --------------------------- |
| 1  | 22 giugno 2010              | ISBN 978-4757529076         |                             |
| 2  | 22 ottobre 2010             | ISBN 978-4757530324         |                             |
| 3  | 22 marzo 2011               | ISBN 978-4757531895         |                             |
| 4  | 22 settembre 2011           | ISBN 978-4757533684         |                             |